# Quand on crie au loup
Pour plus de détails, voir Fiche technique et Distribution.
Quand on crie au loup est une comédie française réalisée par Marilou Berry, sortie en 2019.
Avec moins de 30 000 entrées en fin d'exploitation, c'est l'un des plus gros flops de l'année.

## Synopsis
Victor Bogomil a 12 ans et a une imagination très fertile, au point qu'il en vient à mentir tout le temps. Il habite avec Joseph (Gérard Jugnot) son grand-père, concierge dans un immeuble cossu et dérange sans cesse les voisins avec ses mensonges, car ils sont réveillés soit par les policiers appelés par Victor pour un faux cambriolage ou par les pompiers appelés pour un faux départ d'incendie. Mais, un jour, de vrais braqueurs, qui viennent de braquer une bijouterie, s'introduisent dans l'immeuble et prennent son grand-père en otage. Mais, à force de crier au loup, plus personne ne croit Victor qui les appelle à l'aide. Le jeune garçon va alors se débrouiller seul pour arrêter les malfaiteurs.

## Fiche technique
- Réalisation : Marilou Berry
- Scénario : Marilou Berry, Nicolas Bary, Daniel Brunet, Robert Hospyan, Nicolas Peufaillit et Jean-André Yerlès
- Photographie : Christophe Graillon
- Montage : Thibaut Damade
- Décors : Denis Hager
- Costumes : Pauline Berland
- Son : Pierre André
- Musique : Erwann Chandon
- Production déléguée : Nathanaël La Combe et Thomas Langmann
- Sociétés de production : Wonder Films et La Petite Reine
- Société de distribution : Paradis Films (France)
- Pays de production :  France
- Langue originale : français
- Format : couleur
- Genre : comédie
- Durée : 83 minutes
- Date de sortie : 
  - France : 3 juillet 2019

## Distribution
- Noé Wodecki : Victor Bogomil
- Marilou Berry : Romane, la sœur des deux braqueurs et meneuse du trio
- Gérard Jugnot : Joseph Bogomil, le grand-père de Victor, gardien d'immeuble
- Bérengère Krief : Pauline Pividale
- Constance Ollé : Lorraine
- Nicolas Wanczycki : Wallace, un des deux braqueurs
- Thomas VDB : Jasper, un des deux braqueurs
- Julien Boisselier : Monsieur Martin, un des résidents de l'immeuble
- Anne Girouard : Madame Martin, une des résidentes de l'immeuble
- Marius Colucci : Père de Victor
- Ségolène Caillemer : Mère de Victor
- Lya Oussadit-Lessert : Cindy
- David Salles : Le policier
- Jo Prestia : Sbire balafré
- Arshavir Grigorian : Sbire colosse
- Lola Dubini : Clélia

## Accueil

### Critiques
Le film reçoit une note moyenne de 2,4 sur Allociné.
Pour Première, « L’équilibre entre comédie et polar ne tient pas la longueur. ». Enfin, Les Inrockuptibles dit que « Quand on crie au loup envisage son jeune public comme un ramassis de bouffeurs de pop-corn hébété que l’on pourrait rassasier d’une popote bête et paresseuse. ».

### Box office
Le film sort en France le 3 juillet 2019 dans 197 salles, seulement 6 795 entrées sont comptabilisés pour sa première journée.
La première semaine se termine avec 24 217 entrées.
Il quitte les salles après moins de 3 semaines et ne réalise que 29 838 entrées.